# Ludwigia simpsonii
Ludwigia simpsonii là một loài thực vật có hoa trong họ Anh thảo chiều. Loài này được Chapm. mô tả khoa học đầu tiên năm 1892.